# 토르: 라그나로크
《토르: 라그나로크》(영어: Thor: Ragnarok)는 마블 코믹스의 캐릭터 토르를 배경으로 하는 2017년 공개된 미국의 슈퍼히어로 영화이며, 마블 스튜디오가 제작, 월트 디즈니 스튜디오스 모션 픽처스가 배급했다. 2011년 영화 《토르: 천둥의 신》과 2013년 영화 《토르: 다크 월드》의 후속작이며, 마블 시네마틱 유니버스의 17번째 작품이기도 하다. 타이카 와이티티가 감독을 맡았다.

## 줄거리
이전에 오딘에게 패하여 영혼의 불을 빼았긴 수르트가 지배하는 무스펠하임에 갇혀 있던 토르는 수르트를 마주하고 수르트는 라그나로크가 다가왔다고 말한다. 토르는 묠니르를 사용하여 탈출하고 수르트를 쓰러트린다. 토르는 수르트의 두개골을 가지고 아스가르드로 돌아온다.
아스가르드에 돌아왔지만 아스가르드는 무언가가 바뀌어 있었다. 헤임달이 쫓겨나고 스커지가 바이프로스트를 통제하고 있으며, 토르: 다크 월드에서 죽은 것으로 알려진 남동생 로키의 동상이 있었고 오딘은 로키의 죽음을 다룬 연극을 관람하고 있었다. 로키가 오딘으로 변신했음을 눈치챈 토르는 로키가 변신을 풀게 만들고, 로키가 유배시킨 오딘을 찾기 위해 미드가르드(지구)로 향한다.
오딘이 있던 양로원은 없어진 상태였다. 갑자기 로키가 발밑에 생긴 구멍으로 빨려들어간다. 로키가 사라질 때 생긴 주소로 간 토르는 닥터 스트레인지를 만나고 스트레인지는 둘과 오딘이 만나게 해준다.
죽음을 앞두고 아들들을 만난 오딘은 자신이 봉인시킨 숨겨진 이복 누나 헬라의 봉인이 풀림을 아들들에게 알리고 사망한다. 오딘이 죽자 헬라가 등장하고 묠니르를 파괴한다. 둘은 바이프로스트로 돌아가려하지만 헬라의 공격으로 토르와 로키는 떨어지고 헬라만 아스가르드로 간다.
토르는 사카이르라는 쓰레기 행성에 떨어지고 스크래퍼 142라는 여성에게 잡혀서 검투사가 된다. 로키는 2주 먼저 사카이르에 떨어져 최고 권력자 그랜드마스터와 가까이 지낸다. 토르는 그랜드마스터의 전속 검투사와 싸우게 되는데, 그 검투사의 정체는 헐크였다. 토르는 온몸에 번개를 두르고 헐크와 싸워서 승리 직전까지 다다르지만 그랜드마스터가 목에 붙인 칩으로 방해하여 패배한다.
한편, 헬라는 아스가르드를 재패한다. 헬라는 스커지를 처형 집행인으로 삼고 죽은 자신의 부하들과 거대한 늑대 펜리스를 수르트의 영원의 불로 되살린다. 그리고 오딘이 헬라와 정복 전쟁을 벌였음이 드러난다. 헤임달은 헬라를 피해 움직이고 있다.
헐크의 방에서 깨어난 토르는 헐크와 대화를 나눈다. 헐크는 브루스 배너는 없고 헐크만 존재한다고 말할 뿐이었다. 토르는 방을 부수고 헐크와 탈출한다. 헐크는 다시 배너로 돌아오고 그랜드마스터는 로키와 142를 시켜 둘을 쫓는다. 142는 발키리였고 발키리는 헬라와의 싸움에서 패하고 혼자 살아남은 과거를 지니고 있었다.
토르, 배너, 발키리는 사카이르를 탈출하고 아스가르드로 향한다. 로키도 검투사들과 함께 아스가르드로 간다. 토르는 오딘의 왕좌가 있던 곳에서 궁니르를 들고 헬라와 싸운다. 토르는 눈 한쪽을 잃으며 고전하지만 자신의 심상 속에서 오딘에게 묠니르는 힘을 제어하는 장치일 뿐이라는 말을 듣고 각성한다. 각성한 토르는 몸에 번개를 두르고 향상된 기량을 보여준다. 스커지는 피난민 속에 숨어있다가 죄책감에 헬라에 대항하지만 사망한다. 펜리스는 헐크가 처치했지만 토르와 발키리만으로는 아스가르드에서 강력한 힘을 보이는 헬라에겐 역부족이었다. 토르는 '백성들이 있는 곳이 아스가르드'라는 마음으로 수르트를 부활시켜 라그나로크를 일으켜 헬라를 쓰러뜨리기로 결정한다. 로키를 통해 수르트가 부활해 라그나로크가 일어나고, 헬라와 아스가르드, 그리고 수르트는 사라진다. 아스가르드의 피난민들은 사라진 고향을 떠나 지구로 향한다.

## 배역
- 크리스 헴스워스 - 토르
- 톰 히들스턴 - 로키
- 케이트 블란쳇 - 헬라
- 이드리스 엘바 - 헤임달
- 제프 골드블룸 - 그랜드마스터

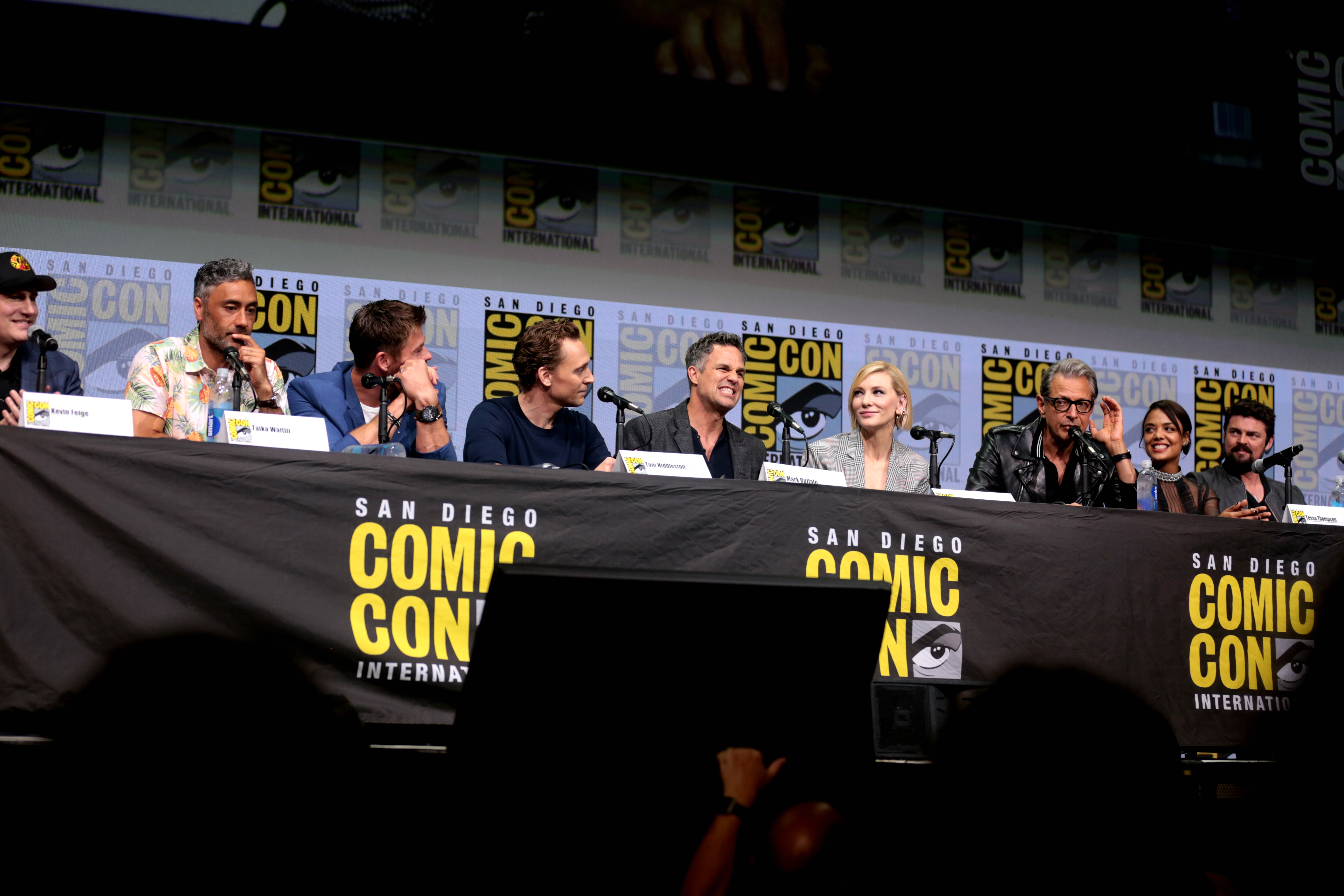
토르: 라그나로크 배우들 (왼쪽부터 케빈 파이기, 타이카 와이티티, 크리스 헴스워스, 톰 히들스턴, 마크 러팔로, 케이트 블란쳇, 제프 골드블룸, 테사 톰슨, 칼 어번.

- 테사 톰슨 - 스크래퍼 142 / 발키리
- 칼 어번 - 스커지
- 마크 러펄로 - 브루스 배너 / 헐크
- 앤서니 홉킨스 - 오딘
- 베네딕트 컴버배치 - 스티븐 스트레인지 / 닥터 스트레인지 (카메오)
- 아사노 타다노부 - 호건
- 레이 스티븐슨 - 볼스타그
- 재커리 리바이 - 판드랄
- 타이카 와이티티 - 코르그 / 수르트 (모션 캡처)
- 클랜시 브라운 - 수르트 (목소리)
- 레이철 하우스 - 토파즈
- 루크 헴스워스 - 토르를 연기한 아스가르드인 (카메오)
- 맷 데이먼 - 로키를 연기한 아스가르드인 (카메오)
- 샘 닐 - 오딘을 연기한 아스가르드인 (카메오)
- 스탠 리 - 토르의 머리카락을 자른 노인. (카메오)

## 한국판 성우진
- 안장혁 - 토르(크리스 헴스워스)
- 엄상현 - 로키(톰 히들스턴)
- 이계윤 - 헬라(케이트 블란쳇)
- 시영준 - 헤임달(이드리스 엘바)
- 장성호 - 그랜드마스터(제프 골드브럼)
- 김나율 - 발키리(테사 톰슨)
- 김현수 - 스커지(칼 어번)
- 사성웅 - 브루스 배너/헐크(마크 러팔로)
- 신성호 - 오딘(안소니 홉킨스)
- 최한 - 닥터 스트레인지(베네딕트 컴버배치)
- 한신 - 코그(타이카 와이티티)
- 임윤선 - 토파즈(레이철 하우스)
- 황윤걸 - 수르트(클랜시 브라운)
- 유동균 - 연극 속 오딘(샘 닐) / 스탠 리(본인)
- 소연 - 블랙 위도우(스칼렛 요한슨) / 연극 속 시프(샤를로테 닉데이오)
- 홍수정 - 학생(샬롬 브룬 프랭클린)
- 김혜성 - 아스가르드인(롭 마이에스)
- 박고운 - 스커지의 애인(조지아 블리자드)
- 김현욱 - 연극 속 로키(맷 데이먼)
- 황창영 - 연극 속 토르(루크 헴스워스)

## 제공
- 수입/배급 : 월트디즈니컴퍼니코리아 유한책임회사
- 제작 : 마블 스튜디오